# Lojovice
Lojovice (německy Lojowitz) jsou částí obce Velké Popovice v okrese Praha-východ. V katastrálním území Lojovice leží i části Dub, Dubiny, Krámský a Křivá Ves.
Starousedlíků je dnes minimum, stěhuje se sem však mnoho nových obyvatel, zejména Pražanů. Nové domy vyrůstají především v jihovýchodní části vesnice. Jde však o individuální výstavbu – tedy žádné satelitní městečko. V Lojovicích je mimo to řada chat a rekreačních chalup. Ve vsi působí myslivecké sdružení „Tetřev“, Sbor dobrovolných hasičů a fotbalový klub Sokol Lojovice, účastník IV. třídy OFS Praha-východ.

## Historie
První písemná zmínka o vesnici pochází z roku 1318.
V letech 1869–1950 byla samostatnou obcí a od roku 1961 se vesnice stala součástí obce Velké Popovice.

## Doprava
Lojovice jsou dostupné autobusy Pražské integrované dopravy č. 461 od železniční stanice stanice Strančice (trať Praha – Benešov).

## Pamětihodnosti
Významnou stavbou je zámek přebudovaný v 18. století z bývalé tvrze. Roku 1869 koupil zámek František Ringhoffer. Začátkem 20. století v majetku rodu Ringhofferů (zakladatelé strojírenského závodu na Smíchově, výroba kolejových vozidel – později n. p. Tatra Smíchov). Zámek byl po dlouhá léta využíván pro léčbu drogově závislých a to výlučně pro ženy – oficiální pobočka protialkoholní záchytné stanice u Apolináře. Zámek byl restituován a léčebna zrušena v zákonné lhůtě po deseti letech po uplatnění restituce.

## Další fotografie

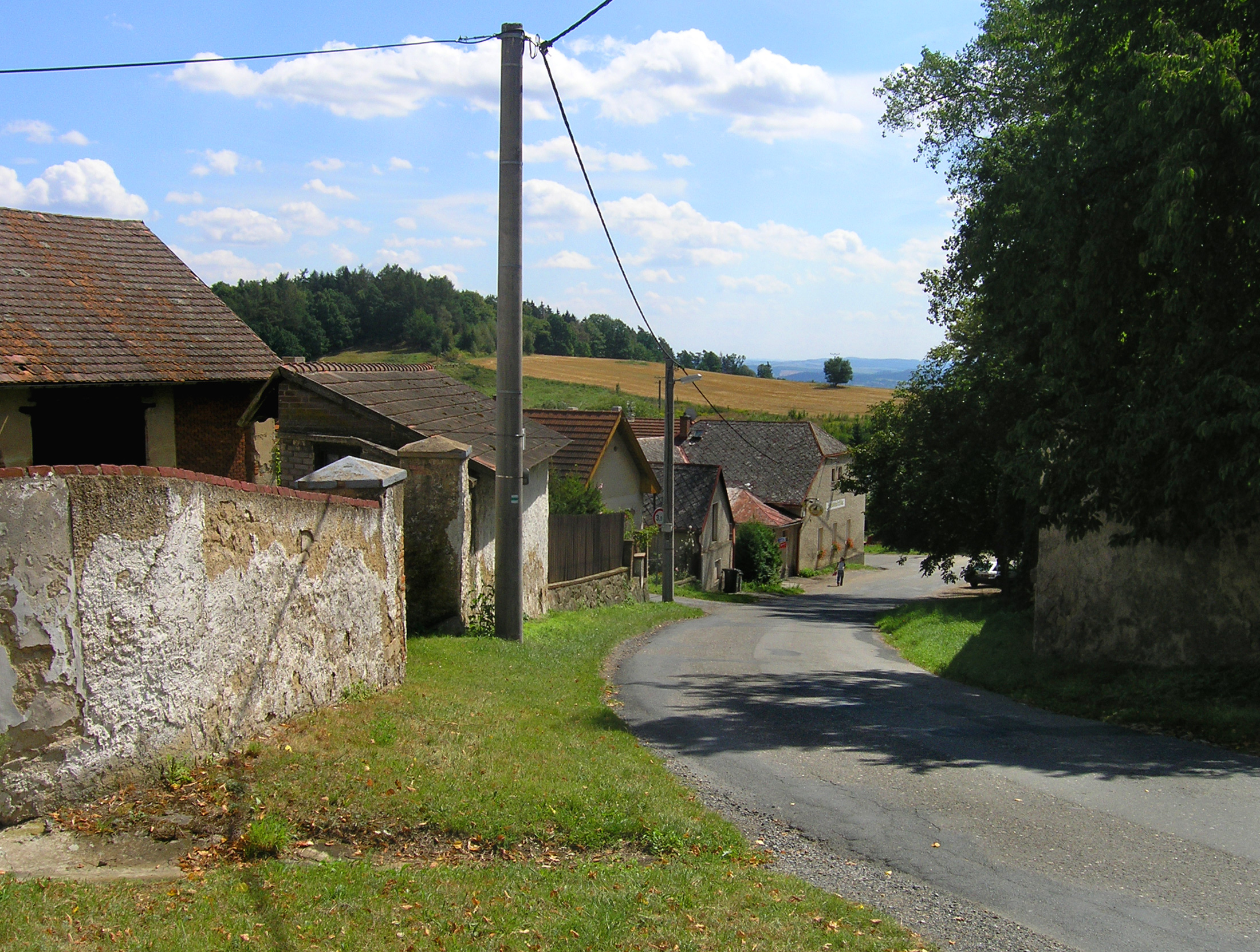
Centrum Lojovic (příjezd od Velkých Popovic)
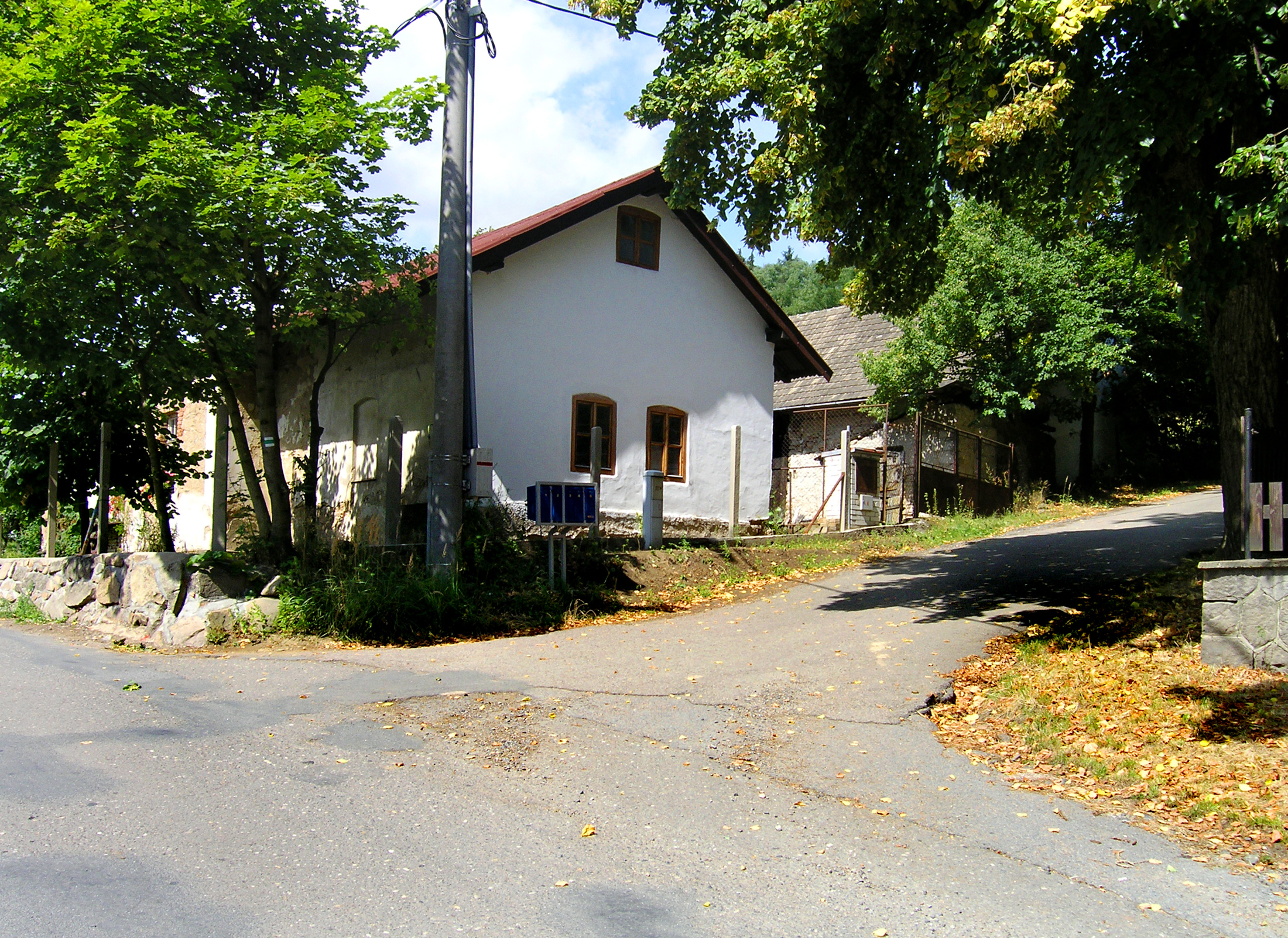
Chalupa v severní části
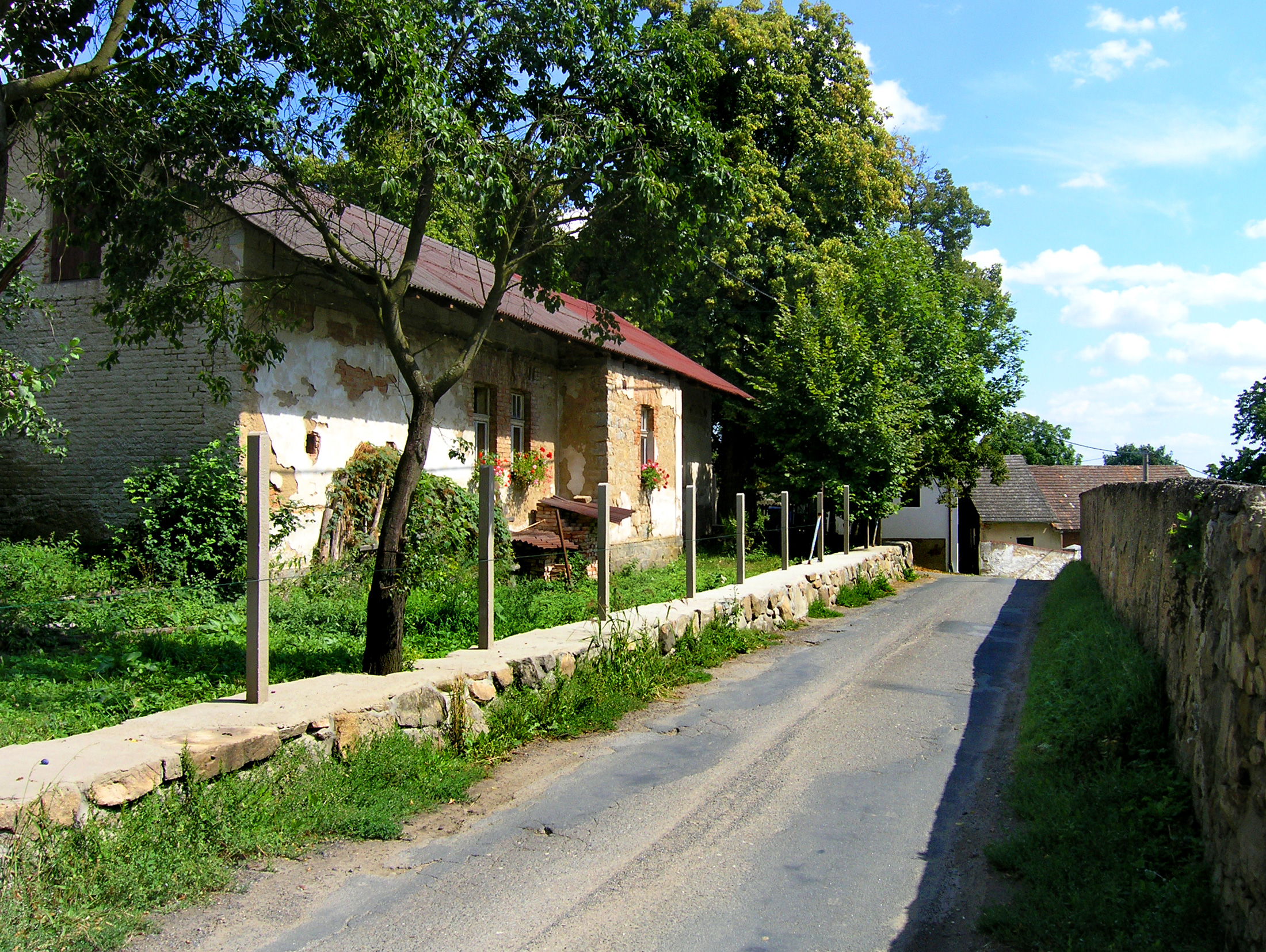
Domy čp. 6  a čp. 8